# Lysekilsposten

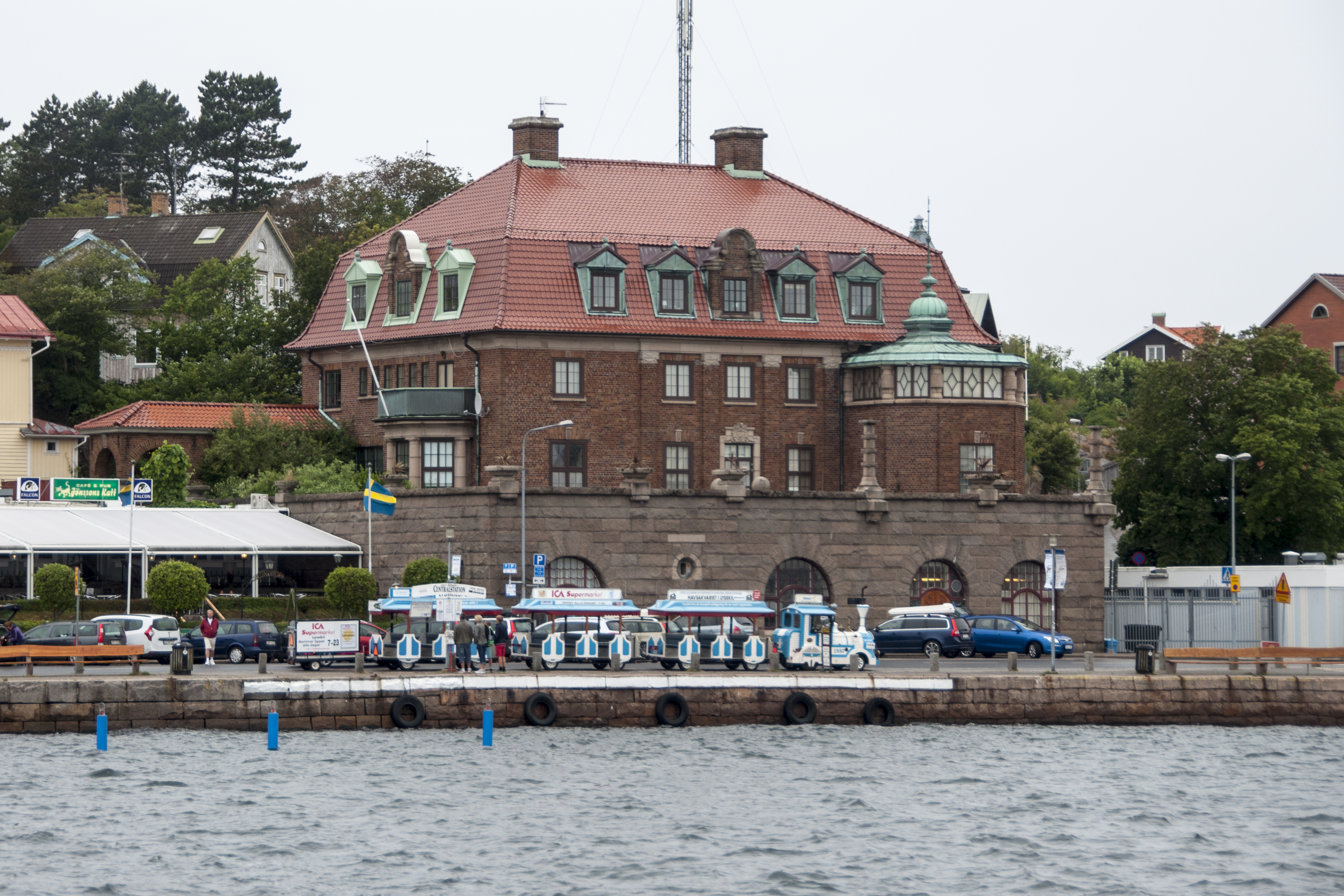
Lysekilspostens redaktionshus i den Laurinska villan

Lysekilsposten är en lokaltidning i Lysekils kommun. Tidningens kontor är sedan 1932 inrymt i ett stenhus i södra hamnen i Lysekil som ursprungligen uppfördes som privatvilla för Skandiaverkens grundare Lars Laurin enligt arkitekten Hjalmar Zetterströms ritningar.  I sin nuvarande form kom det första numret av Lysekilsposten ut den 2 februari 1905. Tidningen har en upplaga på 3 200 exemplar (2010). Helge Gustafzon köpte tidningen 1973 av Knuth Hansson och var dess chefredaktör, vd och ansvarig utgivare fram till 2016, då hans brorson Ahlbin Gustafsson övertog rollen som chefredaktör, vd och ansvarig utgivare.